# Dick Annegarn
Dick Annegarn (* 9. Mai 1952 in Den Haag) ist ein niederländischer Sänger, Songwriter und Gitarrist. Er singt fast ausschließlich Chansons in französischer Sprache, selten in englischer Sprache. Seine ersten sechs Jahre verbrachte er in den Niederlanden. Danach lebte er in Brüssel, 1972 zog er nach Paris. Hier veröffentlichte er 1973 sein erstes Album Sacré Géranium, das ein großer Erfolg wurde. Zu seinen bekanntesten Liedern gehören Bruxelles (1973), Mireille (1975) und Coutances (1975).
Nachdem er drei Alben aufgenommen hatte, zog er sich in den Untergrund zurück und lebte auf einem Hausboot. Der Künstler lebt heute in Laffite-Toupière in Frankreich. 

## Spezielles
Das Lied Coutances wurde im Film Science of Sleep – Anleitung zum Träumen (2006) von Regisseur Michel Gondry verwendet. Es befindet sich auf dem gleichnamigen Soundtrack. Michel Gondry führte zudem Regie beim Videoclip zum Lied „Soleil du soir“ (2008) aus dem gleichnamigen Album von Dick Annegarn.
Dick Annegarn hatte eine kleine Nebenrolle als Schauspieler im französischen Spielfilm Mammuth (2010) von Benoît Delépine und Gustave Kervern.

## Diskografie

### Alben
| Jahr | Titel                 | Höchstplatzierung, Gesamtwochen, AuszeichnungChartplatzierungen (Jahr, Titel, Platzierungen, Wochen, Auszeichnungen, Anmerkungen) | Höchstplatzierung, Gesamtwochen, AuszeichnungChartplatzierungen (Jahr, Titel, Platzierungen, Wochen, Auszeichnungen, Anmerkungen) | Anmerkungen |
| Jahr | Titel                 | FR | BEW | Anmerkungen |
| ---- | --------------------- | --- | --- | ----------- |
| 1997 | Approche-toi          | FR57 (1 Wo.)FR | — |             |
| 1999 | Adieu verdure         | FR47 (2 Wo.)FR | — |             |
| 2005 | Plouc                 | FR166 (4 Wo.)FR | — |             |
| 2008 | Soleil du soir        | FR105 (2 Wo.)FR | — |             |
| 2011 | Folk Talk             | FR169 (1 Wo.)FR | BEW95 (1 Wo.)BEW |             |
| 2011 | Vélo va               | FR47 (10 Wo.)FR | BEW70 (10 Wo.)BEW |             |
| 2016 | Twist                 | FR141 (1 Wo.)FR | BEW167 (5 Wo.)BEW |             |
| 2018 | 12 villes 12 chansons | FR169 (1 Wo.)FR | — |             |

Weitere Alben
- Sacré géranium (1973)
- Je te vois (1974)
- Mireille (1975)
- Anticyclone (1976)
- De ce spectacle ici sur terre (live, 1978)
- Ferraillages (1980)
- Citoyen (1981)
- 140 BXL (live, 1984)
- Frère ? (1986)
- Ullegarra (1990)
- Chansons fleuves (1990)
- InéDick (1992)
- Au Cirque d’Hiver (live, 2000)
- Un’ ombre (2002)

### Singles (Auswahl)
| Jahr | Titel Album     | Höchstplatzierung, Gesamtwochen, AuszeichnungChartplatzierungen (Jahr, Titel, Album, Platzierungen, Wochen, Auszeichnungen, Anmerkungen) | Höchstplatzierung, Gesamtwochen, AuszeichnungChartplatzierungen (Jahr, Titel, Album, Platzierungen, Wochen, Auszeichnungen, Anmerkungen) | Anmerkungen |
| Jahr | Titel Album     | FR | BEW | Anmerkungen |
| ---- | --------------- | --- | --- | ----------- |
| 2016 | Bruxelles Twist | FR58 (2 Wo.)FR | BEW26 (6 Wo.)BEW |             |